# Salmo ohridanus
Salmo ohridanus is een straalvinnige vissensoort uit de familie van de zalmen (Salmonidae). De wetenschappelijke naam van de soort is voor het eerst geldig gepubliceerd in 1892 door Steindachner.

## Synoniemen
- Acantholingua ohridana (Steindachner, 1892)
- Salmothymus ohridanus (Steindachner, 1892)

## Voorkomen
De soort is inheemse soort in het Meer van Ohrid.

## Beschrijving
Dit is een vrij kleine soort forel die nooit groter dan 30 cm wordt en minder dan 500 g weegt. Deze vis verblijft meestal in diep water (40 - 60 m) en leeft van benthische macrofauna. Alleen om te paaien zwemt de vis naar ondieper water. 
Er bestaat een intensieve visserij op deze vissoort. Verder wordt deze vis al meer dan 50 jaar gekweekt. Zowel de visserij als het kunstmatig laten ontstaan van  hybriden met de andere inheemse forel Salmo letnica vormen een gevaar voor het voortbestaan van de soort. Daarom staat de soort als kwetsbaar op de Rode Lijst van de IUCN